# Kiszalacska
Kiszalacska (szlovákul: Malé Zalužice) Zalacska településrésze, egykor önálló község Szlovákiában, a Kassai kerület Nagymihályi járásában.

## Fekvése
Nagymihálytól 5 km-re keletre, a Széles-tó déli partján fekszik. Zalacska keleti felét alkotja.

## Története
A 15. században Zalacska többször már két faluként (Kis- és Nagyzalacska) szerepel okiratokban. Kiszalacskát 1418-ban említik külön először. 1427-ben 20 háztartás volt a faluban. 1599-ben Kiszalacskán 18 a háztartások száma. A 18. századra a település meglehetősen tarka vallási képet mutatott, hiszen éltek itt római katolikusok, görögkatolikusok, evangélikusok és zsidók is.
A 18. század végén, 1799-ben Vályi András így ír róla: „ZALACSKA. Kis, és Nagy Zalacska. Két tót falu Ungvár Várm. földes Uraik Gr. Sztáray, és több Uraságok, lakosaik katolikusok, Kis Zalacska Nagy Zalacskának filiája; határbéli földgyeik jó termékenységűek.”
Fényes Elek 1851-ben kiadott geográfiai szótárában így ír a faluról: „Zalacska (Kis- és Nagy-), Ungh v. orosz-tót falu, Verbócz közelében: 222 romai, 306 g. kath., 13 ref., 10 zsidó lak. Rom. kath. paroch. templommal. F. u. gr. Sztáray Albert örök.”
1910-ben 893-an, többségében szlovákok lakták, jelentős magyar kisebbséggel. 1920-ig Ung vármegye Szobránci járásához tartozott.
A görögkatolikus hívek Kisgézsényhez tartoztak, ők 1924-ben Kiszalacskán építettek templomot maguknak. 1973 óta a régi Kiszalacska és Nagyzalacska egyesítve alkotja Zalacska községet.

## Nevezetességei
- Görögkatolikus temploma (1924).

## Lásd még
- Zalacska
- Nagyzalacska

## Külső hivatkozások
- Kiszalacska Szlovákia térképén